# Slovenská televízia
Slovenská televízia (en abrégé STV) était l'entreprise de télévision publique de la Slovaquie. En 2011, elle est intégrée au groupe naissant Rozhlas a televízia Slovenska, qui rassemble la télévision et la radio.

## Histoire
Les premières émissions de la télévision tchécoslovaque sont diffusées en 1953 à Prague et en 1956 à Bratislava. D'abord limitée à quelques émissions phares quelques heures par semaine, elle commence véritablement à prendre de l'importance dans le courant des années 1960. Baptisée Československá televize (ČST), elle diffuse un programme commun intégrant à la fois des émissions en tchèque et en slovaque. Un second canal est mis en service dans chacune des républiques en 1970. La couleur est introduite à la télévision la même année.
En 1991, la télévision tchécoslovaque est réorganisée en profondeur et divisée en trois entités : la télévision fédérale (Československá televize), commune aux deux républiques, et deux télévisions nationales (Česká televize et Slovenská Televizia). Cette situation prélude à la séparation pacifique des deux républiques fédérées, qui se constituent en États indépendants à l'issue du Divorce de velours en 1993. Cette même année, la télévision tchécoslovaque cesse d'émettre au profit des deux seules chaînes nationales tchèques et slovaques, qui deviennent chacune membre actif de l'union européenne de radio-télévision (UER).
Le financement de l'entreprise provient de la perception d'une redevance audiovisuelle, des revenus publicitaires ainsi que de fonds octroyés par le gouvernement.

## Activités
Issue de la partition de l'entreprise nationale de télévision tchécoslovaque (Československá televize) en 1991, elle devient pleinement autonome deux ans plus tard, lors de la division du pays en deux républiques indépendantes. La même année, elle obtient le statut de membre actif de l'union européenne de radio-télévision (UER). Elle était une société distincte de la radiodiffusion slovaque Slovenský rozhlas, avant de se réunir en 2011, au sein du groupe Rozhlas a televízia Slovenska.
L'entreprise opère trois chaînes de télévision, toutes diffusées simultanément par voie hertzienne, par câble ainsi que par satellite. Autrefois connues sous le nom de STV 1 et STV 2, elles ont été renommées en Jednotka (La première) et Dvojka (La seconde) en 2004.
En 2008, une nouvelle chaîne de télévision a commencé à émettre à l'occasion des Jeux olympiques d'été de 2008. Baptisée Trojka (La troisième), elle diffuse essentiellement des émissions sportives. Elle peut être reçue par environ 60 % de la population par voie hertzienne et par câble, la diffusion par satellite servant à pallier les zones d'ombres.